# Georges Raepsaet
Pour les articles homonymes, voir Raepsaet.
Georges Raepsaet, né le 3 août 1947 à Audenarde (Belgique), est un archéologue belge de la Grèce antique et de la Rome antique. Ses principaux domaines de recherche sont l'archéologie des technologies antiques, en particulier les systèmes de traction dans les transports terrestres et agricoles gréco-romains, la production et le commerce de céramiques anciennes et les implications socio-économiques plus larges de ces technologies, ainsi que la Gaule romaine. Ses méthodes incluent l'utilisation de l'archéologie expérimentale.

## Carrière
Né en 1947 dans la ville d'Oudenaarde, dans la province de Flandre-Orientale, en Belgique, Raepsaet obtient son Master en histoire ancienne en 1969, et un autre en arts et archéologie en 1972, tous deux à l'Université de Bruxelles. En 1977, il termine sa thèse sur le Pagus Condrustis et la romanisation de la Gaule belgique. L'année suivante, Raepsaet devient maître de conférences à l'Université libre de Bruxelles, où il est nommé professeur en 1992 et enseigne jusqu'à sa retraite en 2007. Ses cours portent, entre autres, sur l'archéologie classique, l'histoire économique et sociale ancienne, l'histoire des technologies préindustrielles, l'archéologie de la Gaule romaine et les techniques de fouilles. Il fonde et dirige les unités de recherche universitaires Laboratoire d'Archéologie classique et Centre de Recherches archéologiques.

## Fouilles
Depuis 1970, Raepsaet participe et dirige plusieurs fouilles archéologiques et travaux de terrain en Europe occidentale et dans le bassin oriental de la Méditerranée. Celles-ci comprennent des fouilles sous-marines à Martigues, en France, et à Amathonte à Chypre, ainsi que des travaux de terrain sur le site des Diolkos sur l'isthme de Corinthe et Styra, en Eubée (1984–88). Il a également participé à des fouilles à Apamée, en Syrie (1978-1979) et à de nombreux projets archéologiques sur la période romaine en Belgique (depuis 1968).

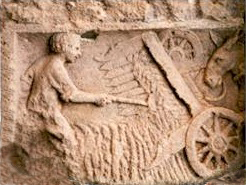
Moissonneuse gallo-romaine, dite vallus

## Travaux
De 1997 à 2007 Raepsaet mène un certain nombre d'essais en archéologie expérimentale sur des techniques agricoles anciennes, en particulier sur l'efficacité des harnais gallo-romains, des timons et de la moissonneuse (vallus). Au fil des ans, Raepsaet exerce dans l'étude de la technologie et du commerce de la céramique romaine, de son réseau de distribution et de transport dans les provinces romaines et des aspects commerciaux et juridiques qui s'y rapportent.

### Technologie ancienne et productivité
Une grande partie des recherches de Raepsaet depuis les années 1970 abordent et contestent l'idée, encore dominante à l'époque, d'un manque de productivité de l'économie romaine. Raepsaet critique le préjugé épistémologique particulièrement répandu dans les études des années 1960 et 1970 : celles-ci analysent le monde classique en termes de stagnation et de blocage technologique, empêchant de fait la recherche d'aborder l'important corpus de preuves du contraire d'un point de vue impartial. 
Raepsaet se concentre sur le rôle clé des systèmes de traction dans le transport terrestre et le labour, un domaine alors dominé par de fortes opinions primitivistes. Il démontre que les capacités de transport antiques sont en fait largement identiques et aussi développées et efficaces que celles des périodes ultérieures jusqu'au XIXe siècle, mais avec les Romains bénéficiant de l'avantage supplémentaire de disposer d'un réseau routier supérieur. Grâce à son étude des harnais gallo-romains, Raepsaet en est venu à rejeter la théorie précoce mais influente de Richard Lefebvre des Noëttes sur l'inefficacité du collier d'épaule romain. En réalité, les animaux de trait de l'Antiquité sont capables de déplacer de lourdes charges de plusieurs dizaines de tonnes par voie terrestre, comme en témoignent par exemple le transport fréquent d'anciens monolithes ou l'utilisation régulière de la voie des navires Diolkos,.
La réévaluation de Raepsaet du niveau technologique des anciens systèmes de traction est reprise et mise en parallèle par une génération d'érudits classiques et d'historiens de la technologie poursuivant des études dans divers domaines de la technologie ancienne. De leur effort de collaboration pour aller au-delà d'une dichotomie stérile de primitivisme et de modernisme est né, par exemple, la série de Brill sur la technologie et le changement dans l'histoire et le manuel d'ingénierie et de technologie dans le monde classique qui a reçu le prix du livre 2009 de la Society for l'histoire de la technologie,. La perception de plus en plus positive des évolutions technologiques anciennes et de leur impact économique contribue à une réévaluation des performances de l'économie ancienne dans son ensemble.

## Muséographie
À Bruxelles, Georges Raepsaet a été responsable des expositions temporaires des marbres de la Grèce antique (Marbres helléniques, 1987-88) et de l'or de la Thrace (Europalia Bulgarie, 2002).

## Publications

### Céramique et archéologie des provinces romaines
- La céramique en terre sigillée de la villa belgo-romaine de Robelmont. Campagnes 1968–1971 , Bruxelles : Editions de l'Université, 1974, (ISBN 2-8004-0412-4)
- Gallia Belgica et Germania inférieure. Vingt-cinq années de recherches historiques et archéologiques , in Temporini, H. (éd.), Aufstieg und Niedergang der römischen Welt, II.4, Berlin et New York : W. de Gruyter, 1975, pp. 3–299 (co-auteur), (ISBN 3-11-004570-2)

### Histoire économique, transport terrestre et technologie agricole
- Georges Raepsaet, La moissonneuse gallo-romaine au fil de l’histoire. Une icône, révélateur épistémologique au cœur de la technologie romaine, Bruxelles, Bruxelles, Centre de Recherches en Archéologie et Patrimoine de l’Université libre de Bruxelles, coll. « Études d’archéologie », 2022 (ISBN 978-2-9602029-6-0).
- Attelages et techniques de transport dans le monde gréco-romain, Bruxelles : Livre Timperman, 2002, (ISBN 90-71868-62-1)
- Brancards et transport attelé entre Seine et Rhin de l'Antiquité au Moyen âge, Treignes : Ecomusée, 1995 (co-éditeur et co-auteur)
- Le sol et l'araire dans l'Antiquité, Actes du Colloque de Jemelle 26 avril 1997, Bruxelles : Université Libre de Bruxelles, 1998 (co-éditeur et co-auteur)
- La moissonneuse gallo-romaine, Actes de la Journée d'études de Bruxelles 24 avril 1999, Bruxelles : Université Libre de Bruxelles, 2000 (co-éditeur et co-auteur)
- Landtransport, Part 2: Riding, Harnesses, and Vehicles, in Oleson, John Peter (éd.), Handbook of Engineering and Technology in the Classical World, Oxford : Oxford University Press, 2008, pp. 580–605, (ISBN 978-0-19-518731-1)
- "Esel", "Landtransport", "Maultier", "Pferd", "Rind", in Der Neue Pauly, Stuttgart: Metzler, 1997–

### Histoire et archéologie gréco-romaine
- Rayonnement grec. Hommages à Charles Delvoye , Bruxelles : Editions de l'Université, 1982 (co-éditeur et co-auteur), (ISBN 2-8004-0776-X)
- L'or des Thraces. Trésors de Bulgarie. Catalogue de l'exposition Europalia , Bruxelles, 2002 (éditeur et co-auteur), (ISBN 90-5349-401-4)